# Acnemia neolongipes
Acnemia neolongipes är en tvåvingeart som beskrevs av Zaitzev 1982. Acnemia neolongipes ingår i släktet Acnemia och familjen svampmyggor.
Artens utbredningsområde är Tadzjikistan. Inga underarter finns listade i Catalogue of Life.